# Фематре (Мачерата)
Фематре (итал. Fematre) насеље је у Италији у округу Мачерата, региону Марке.
Према процени из 2011. у насељу је живело 46 становника. Насеље се налази на надморској висини од 930 м.